# Zuidelijke glidkruidmot
De zuidelijke glidkruidmot (Prochoreutis sehestediana) is een vlinder uit de familie glittermotten (Choreutidae). De wetenschappelijke naam is voor het eerst geldig gepubliceerd in 1776 door Fabricius.
De soort komt voor in Europa.